# Lycoming O-360
 (avril 2018).
Le Lycoming O-360 est une famille de moteurs 4 cylindres à plat d'avions produits par Lycoming Engines. 

## Caractéristiques
La puissance des différentes versions va de 145 à 225 chevaux, la version la plus répandue développe 180 ch.
Ce moteur a été utilisé dans beaucoup d'avions tels que le Cessna 172 et le Piper PA-28. Son potentiel est de 2 000 heures.
Le premier modèle certifié a été le A1A, le 20 juillet 1955.
Le Lycoming IO-390 est un O-360 dont l'alésage est augmenté de 4,76 mm, développant une puissance de 210 ch (157 kW).

## Utilisations
Il est utilisé par :
- Acro Sport I
- Aer Lualdi L.55
- Aero Boero AB-180
- Aerocomp Comp Air 4
- Aerotécnica AC-12
- Air & Space 18A
- Arado Ar 79
- Aura Aero Integral S
- Avian 2/180 Gyroplane
- Aviat Eagle II
- Aviat Husky
- Beagle Airedale
- Bede BD-8
- Beechcraft Duchess
- Beechcraft Musketeer
- Beechcraft Travel Air
- Boisavia B-601L
- CallAir A-6
- CEA-311 Anequim
- Cessna 172
- Cessna 177
- CubCrafters CC19-180 XCub
- Diamond DA40
- Dyn'Aéro CR100
- EAA Acro Sport
- Extra 200
- Extra 230
- Fuji FA200 Aero Subaru
- Great Lakes 2T-1A-2
- Grob G 115
- Grumman American AA-5
- Guimbal Cabri G2
- Hughes TH-55 Osage
- Jodel D-140
- MBB 223 Flamingo
- Mooney M20 J
- Moynet M.360 Jupiter
- Mudry Cap 10
- Mudry Cap 20
- Mudry-Apex Cap 222
- Partenavia Oscar
- Partenavia P.57 Fachiro
- Partenavia P.68
- Piasecki VZ-8 AirGeep
- Piper PA-28
- Piper PA-44
- Pitts Special
- Pulsar Aircraft Super Cruiser
- Robin DR-400
- Robin DR-500
- Robin R 1000
- Robin R 3000
- Saab MFI-15 Safari
- Scottish Aviation Bulldog
- Silvercraft SH-4
- Slick 360
- Socata ST-10
- Stinson 108
- Tecnam P2010
- Valmet L-70 Vinka
- Van's Aircraft RV-6
- Van's Aircraft RV-7
- Van's Aircraft RV-8
- Vulcanair V1.0
- Wag-Aero CHUBy CUBy
- Wassmer WA-40
- Zeppelin NT